# Haslach (Birgland)
Haslach ist ein Gemeindeteil von Birgland im Landkreis Amberg-Sulzbach in der bayerischen Oberpfalz.

## Geografie
Die Einöde im Norden des Oberpfälzer Jura ist einer von 42 amtlich benannten Gemeindeteilen der Gemeinde Birgland im westlichen Teil der Oberpfalz. Das auf einer Höhe von 560 m ü. NHN gelegene Haslach ist etwa sechseinhalb Kilometer von dem ostnordöstlich liegenden Pfarrdorf Illschwang entfernt, in dem die Birglander Gemeindeverwaltung ihren Sitz hat.

## Geschichte

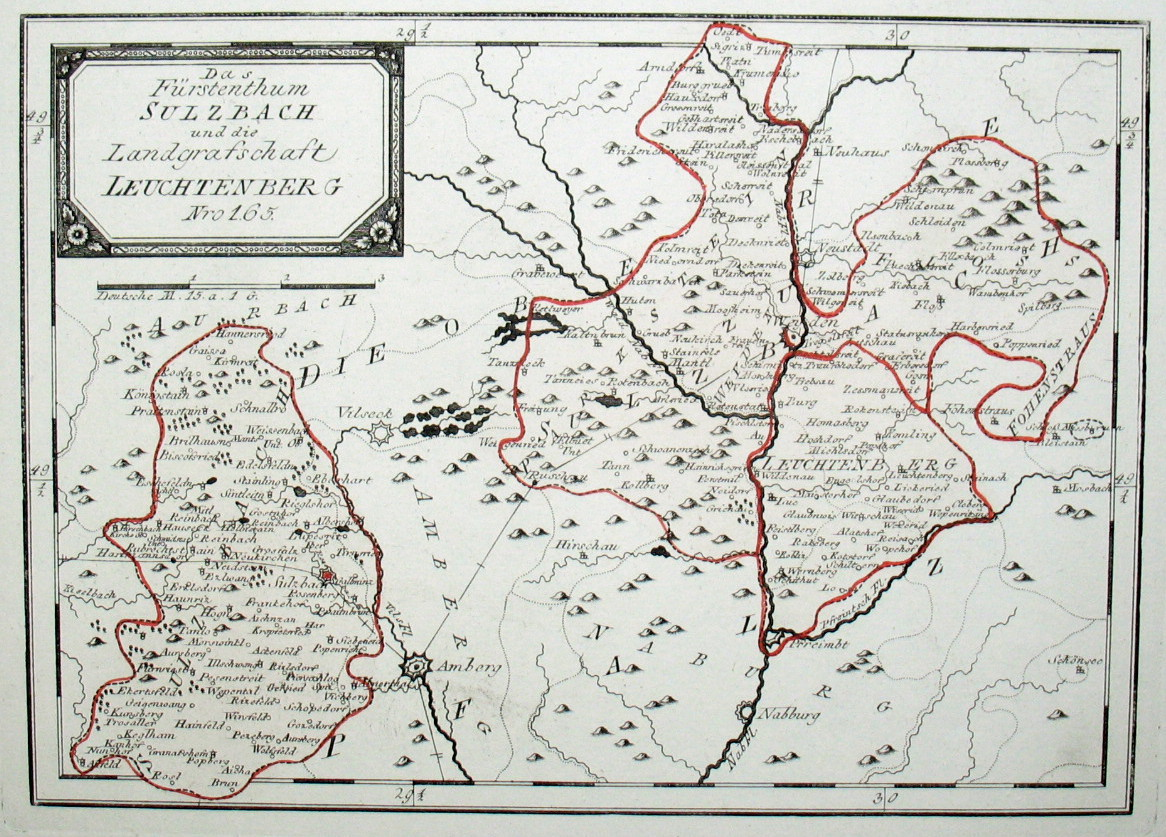
Das Territorium des Herzogtums Sulzbach mit dem Gebiet des Landrichteramtes Sulzbach im Südwesten

Zum Ende des Heiligen Römischen Reiches unterstand die bis 1777 kurpfälzische Einöde der Landeshoheit des Kurfürstentums Pfalzbaiern. Sie gehörte dabei zum Landrichteramt Sulzbach, dem südwestlichen Teil des wittelsbachischen Herzogtums Sulzbach. Die Einwohner des damals aus einem Anwesen bestehenden Ortes waren der katholischen Pfarrei Illschwang zugeordnet.
Durch die Verwaltungsreformen zu Beginn des 19. Jahrhunderts im Königreich Bayern wurde Haslach mit dem Zweiten Gemeindeedikt im Jahr 1818 ein Bestandteil der Landgemeinde Frechetsfeld, zu der auch die Orte Burkartshof, Eckertsfeld, Geigenwang, Gronatshof und Woppenthal gehörten. Im Zuge der kommunalen Gebietsreform in Bayern in den 1970er Jahren wurde Haslang zusammen mit der Gemeinde Frechetsfeld am 1. Juli 1972 in die neu gebildete Flächengemeinde Birgland eingegliedert. Im Jahr 1987 zählte die aus einem Anwesen bestehende Einöde drei Einwohner.

## Verkehr
Eine aus dem Südsüdwesten von der Kreisstraße AS 36kommende Gemeindeverbindungsstraße bindet den Ort an das Straßenverkehrsnetz an. Vom ÖPNV wird die Einöde nicht bedient, die Bushaltestelle des VGN liegt in Wolfertsfeld. Der am schnellsten erreichbare Bahnhof befindet sich in Sulzbach-Rosenberg an der Bahnstrecke Nürnberg–Schwandorf.